# 1853 في الولايات المتحدة
فيما يلي قوائم الأحداث التي وقعت خلال عام 1853 في الولايات المتحدة.

## سياسة

### تعيين في المنصب
- 4 مارس – إدوارد إيفرت عضو مجلس الشيوخ الأمريكي.
- 4 مارس – إليهو ب. واشبورن عضو مجلس النواب الأمريكي.
- 4 مارس – توماس أندروز هندريكس عضو مجلس النواب الأمريكي.
- 4 مارس – توماس هارت بنتون عضو مجلس النواب الأمريكي.
- 4 مارس – جون ميدلتون كلايتون عضو مجلس الشيوخ الأمريكي.
- 4 مارس – جين بيرس السيدة الأولى للولايات المتحدة.
- 4 مارس – فرانكلين بيرس رئيس الولايات المتحدة.
- 4 مارس – وليام هنري بيسل عضو مجلس النواب الأمريكي.
- 7 مارس – جيفيرسون ديفيس وزير حرب الولايات المتحدة.
- 7 مارس – كاليب كوشينغ نائب عام الولايات المتحدة.
- 7 مارس – ويليام مارسي وزير الخارجية الأمريكي.
- 8 مارس – أندرو بارسونز حاكم ميشيغان [الإنجليزية]‏.
- 8 مارس – روبرت ماكليلاند وزير داخلية الولايات المتحدة.
- 27 أكتوبر – جون ستانيفورد روبنسون حاكم فيرمونت [الإنجليزية]‏.

### انتهاء فترة المنصب
- 10 يناير – روبرت ستوكتون عضو مجلس الشيوخ الأمريكي.
- 3 مارس – أندرو جونسون عضو مجلس النواب الأمريكي.
- 3 مارس – ثاديوس ستيفنز عضو مجلس النواب الأمريكي.
- 3 مارس – جون ديفيس عضو مجلس الشيوخ الأمريكي.
- 3 مارس – وليام هنري بيسل عضو مجلس النواب الأمريكي.
- 4 مارس – أبيجيل فيلمور السيدة الأولى للولايات المتحدة.
- 4 مارس – إدوارد إيفرت وزير الخارجية الأمريكي.
- 4 مارس – جون جيه كريتندن نائب عام الولايات المتحدة.
- 4 مارس – ميلارد فيلمور رئيس الولايات المتحدة.
- 6 مارس – توماس كوروين وزير الخزانة الأمريكي.
- 7 مارس – ألكسندر هيو هولمز ستيوارت وزير داخلية الولايات المتحدة.
- 7 مارس – روبرت ماكليلاند حاكم ميشيغان [الإنجليزية]‏.
- 20 يوليو – فيليب ألين حاكم رود آيلاند [الإنجليزية]‏.
- 9 نوفمبر – هويل كوب حاكم جورجيا [الإنجليزية]‏.

## كتب
من الكتب التي صدرت هذه السنة في الولايات المتحدة:
- 1 يناير – عبد لاثني عشر عاما من تأليف سولمون نورثوب.
- 1 يناير – كلوتيل من تأليف ويليام ويلز براون.

## مواليد

### مارس
- 26 مارس – يوجين جانو هاي سياسي أمريكي.

### أبريل
- 5 أبريل – سانت هنري جورج تاكر الثالث سياسي أمريكي.
- 30 أبريل – هنري أوغسطس ميدلتون سميث

### مايو
- 6 مايو – فيلاندر سي نوكس سياسي أمريكي.

### يونيو
- 21 يونيو – راسيل آدمز سيرز سياسي أمريكي.
- 30 يونيو – روبرت موريس الصفحة سياسي أمريكي.

### يوليو
- 24 يوليو – ويليام جيليت

### أغسطس
- 1 أغسطس – ويلوبي ميلر
- 21 أغسطس – هنري ويلكوم رجل أعمال من الولايات المتحدة الأمريكية.
- 24 أغسطس – ليون جاردينر تايلر مؤرخ من الولايات المتحدة الأمريكية.

### سبتمبر
- 1 سبتمبر – جورج والدرون تشيني سياسي أمريكي.
- 3 سبتمبر – جيمس كينيدي سياسي أمريكي.
- 22 سبتمبر – هيو لينوكس سكوت ضابط من الولايات المتحدة الأمريكية.

### أكتوبر
- 10 أكتوبر – فيكتور ه ميتكالف سياسي أمريكي.
- 12 أكتوبر – ينسلو ابتون عالم فلك أمريكي.
- 26 أكتوبر – لوسيان ماركوس أندروود عالم نبات من الولايات المتحدة.

### نوفمبر
- 26 نوفمبر – تشارلز هنري ديتريش سياسي أمريكي.
- 28 نوفمبر – هيلين ماجيل وايت معلمة من الولايات المتحدة الأمريكية.

### ديسمبر
- 23 ديسمبر – وليام هنري مودي سياسي أمريكي.
- 28 ديسمبر – إدوين سيدني ستيوارت سياسي أمريكي.
- 31 ديسمبر – تاسكر هاوارد بليس

## وفيات

### يناير
- 1 يناير – مانويل ارميجو (مواليد 1793) سياسي من الولايات المتحدة الأمريكية.
- 12 يناير – وليام هنري كابيل (مواليد 1772) سياسي أمريكي.
- 19 يناير – تشارلز بيكر آدامز (مواليد 1814)
- 30 يناير – سيرز كوك ووكر (مواليد 1805) عالم فلك أمريكي.

### فبراير
- 9 فبراير – تشارلز لينش (مواليد 1783) سياسي أمريكي.

### مارس
- 30 مارس – آرثر سميث (مواليد 1785) سياسي أمريكي.
- 30 مارس – أبيجيل فيلمور (مواليد 1798) سياسية من الولايات المتحدة الأمريكية.

### أبريل
- 13 أبريل – جيمس إيردل (مواليد 1788) سياسي أمريكي.
- 18 أبريل – وليام آر كنج (مواليد 1786) سياسي أمريكي.
- 25 أبريل – وليم بومونت (مواليد 1785) طبيب من الولايات المتحدة.

### مايو
- 2 مايو – جيسي ب توماس (مواليد 1777) سياسي أمريكي.

### يونيو
- 30 يونيو – توماس هول (مواليد 1773) سياسي من الولايات المتحدة الأمريكية.

### يوليو
- 21 يوليو – توماس باتريك مور (مواليد 1797) سياسي أمريكي.

### أغسطس
- 5 أغسطس – وليام والاس سميث بليس (مواليد 1815) ضابط من الولايات المتحدة الأمريكية.

### أكتوبر
- 5 أكتوبر – محلون ديكرسون (مواليد 1770) سياسي أمريكي.

### نوفمبر
- 19 نوفمبر – صموئيل تشاندلر كرافتس (مواليد 1768) سياسي أمريكي.